# Polynema hundsheimense
Polynema hundsheimense är en stekelart som beskrevs av Soyka 1956. Polynema hundsheimense ingår i släktet Polynema och familjen dvärgsteklar. Inga underarter finns listade i Catalogue of Life.